# Palais d'été Kinsky
Le palais d'été Kinsky (en tchèque : Letohrádek Kinských), également appelé Musaion, est une villa suburbaine de Prague. Datant de la première moitié du XIXe siècle, elle a été construite dans le style du classicisme tardif avec des éléments Empire par l'architecte viennois Heinrich Koch. Elle est située dans le jardin Kinsky, au sein du quartier Smíchov de Prague.
En 1901, elle est devenue le siège du Musée ethnographique tchécoslovaque ; depuis 1922, il y a le Musée ethnographique, une exposition permanente du département ethnographique du Musée national et l'une des plus grandes collections d'art et de culture populaires du XVIIe au XXe siècle en Europe.

## Histoire

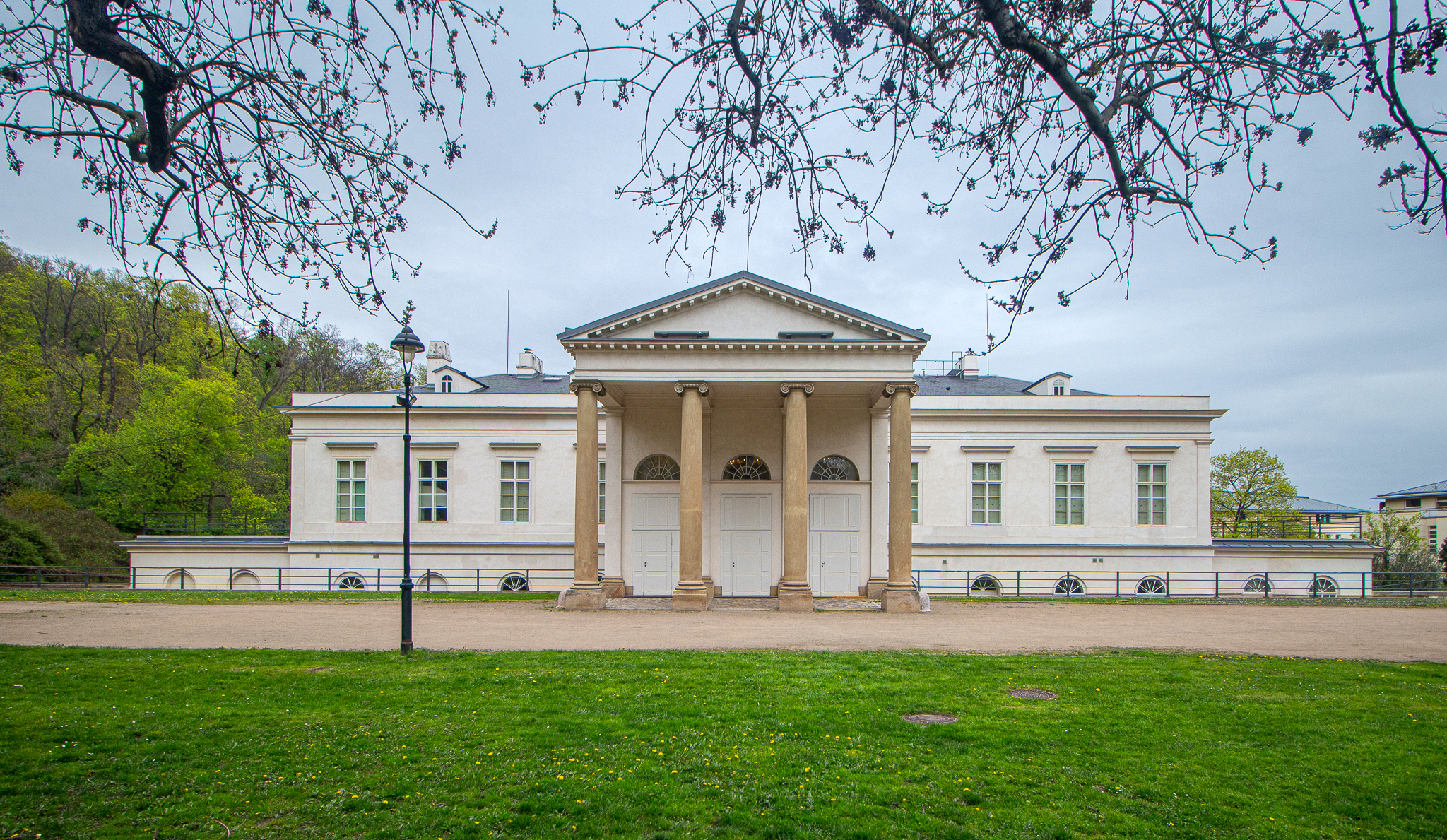
Façade sud

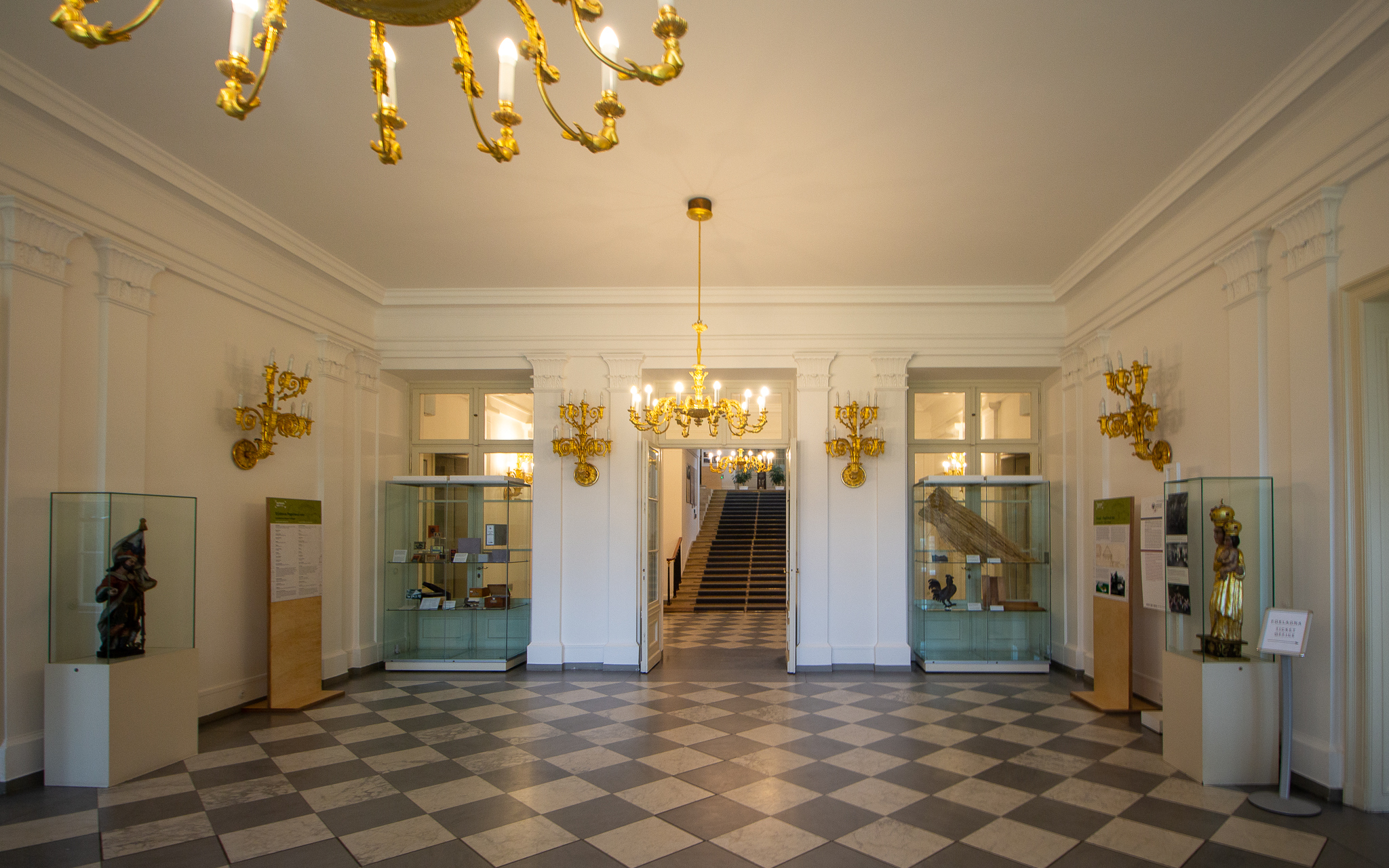
Hall d'entrée

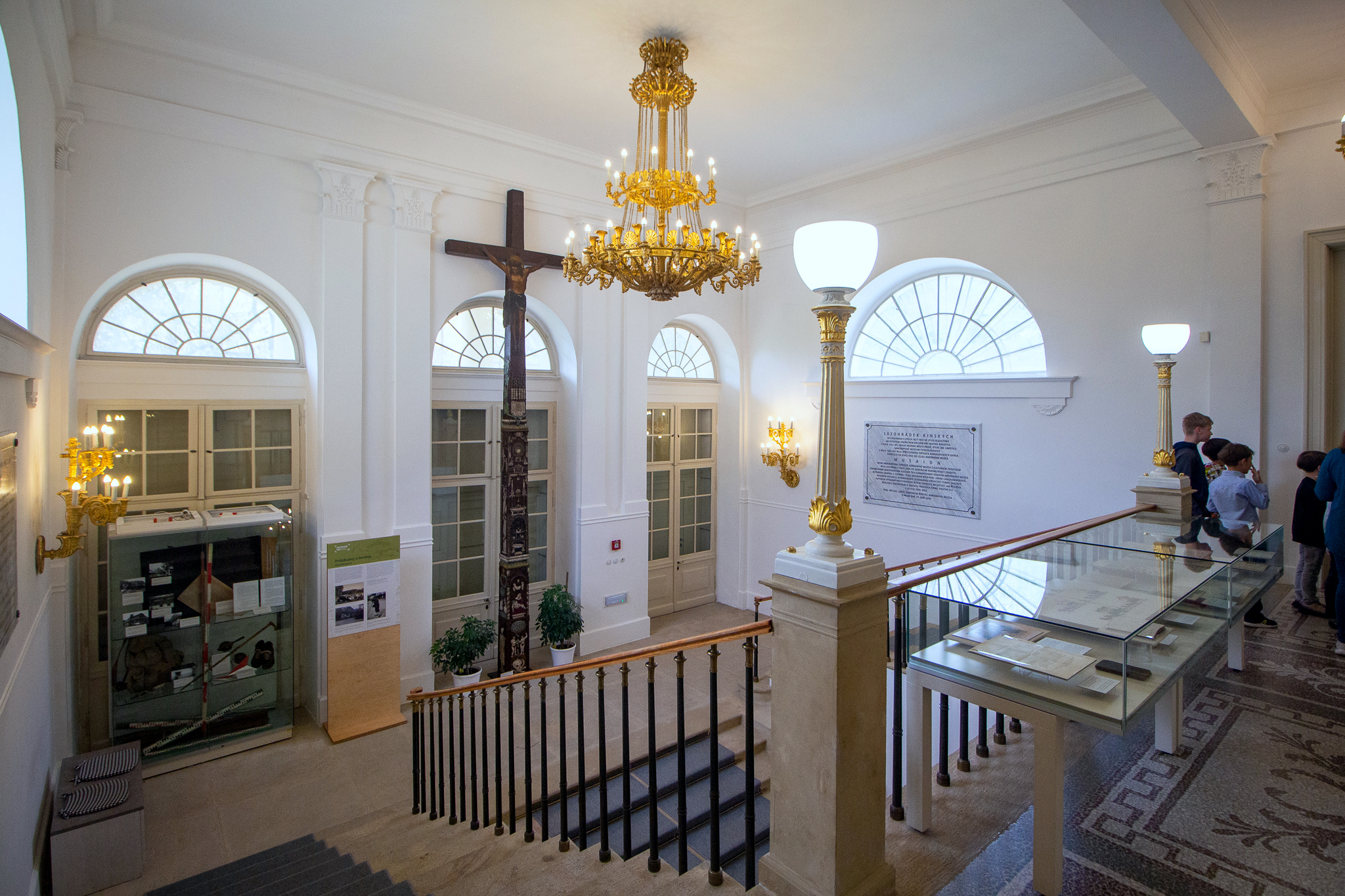
Escalier

En 1799, la princesse Marie Rosa Kinská, née Harrachová (1758-1814), épouse de feu Josef Arnošt Kinský (1751-1798), acheta les parcelles de vignes abandonnées de l'abbaye de Plasy sur la colline de Petřín. En 1823, son petit-fils, le prince Rudolf Kinský, commença à le transformer en un jardin romantique avec la plantation d'arbres rares, une cascade, un ruisseau, un pont et un lac, reliés par une boucle de sentiers. L'architecte Heinrich Koch aménagea pour sa famille sur la partie dominante du jardin avec une vue panoramique de la vieille ville de Prague via Vyšehrad jusqu'à Zlíchov entre 1827 et 1831, il conçut une résidence d'été familiale dans le style alors à la mode d'une villa suburbaine.
De style épuré, le bâtiment classique de deux étages est austère à l'extérieur. La façade principale orientale est à trois axes, divisée par un portique avec une terrasse soutenue par quatre colonnes doriques, un avant-corps divisé par quatre pilastres avec des chapiteaux composites et un tympan triangulaire.
Un large escalier axial, depuis le palier à double bras, avec éclairage zénithal, mène au salon du premier étage. A l'origine, l'escalier était décoré de deux sculptures en marbre blanc de Carrare, Psyché et Patrie . Psyché a été créée par le sculpteur italien Antonio Canova et les Kinsky l'ont transférée dans la véranda de leur palais à Vienne avant de vendre la villa. Vlasta est l'œuvre du sculpteur tchèque Emanuel Max, la veuve de Rudolf Kinský Vilemína l'a achetée au sculpteur en 1842, elle fait aujourd'hui partie des collections du château de Prague.
Heinrich Koch a également conçu les bâtiments du jardin : un pavillon ouvert occasionnel du type sala terrena (plus tard un restaurant, abandonné après 1975), une remise classique au rez-de-chaussée appelée la Maison Suisse, avec des écuries attenantes, des serres pour plantes tropicales et subtropicales (cette dernière a été démolie en 1965) et sur la pente près des serres, une maison classique pour les employés.

## Parc
Une partie de la maison d'été est un parc d'une superficie d'environ 17 hectares avec un étang et une cascade. Le jardin a été conçu par František Höhnel, alors directeur financier de Kinsky, et ses modifications ont été achevées en 1849. Plusieurs tunnels amenaient l'eau des parties supérieures de Petřín jusqu'au bâtiment. L'architecte des jardins Friedrich Wünscher (1809-1894) proposa d'agrandir le parc en 1860.

## Musée

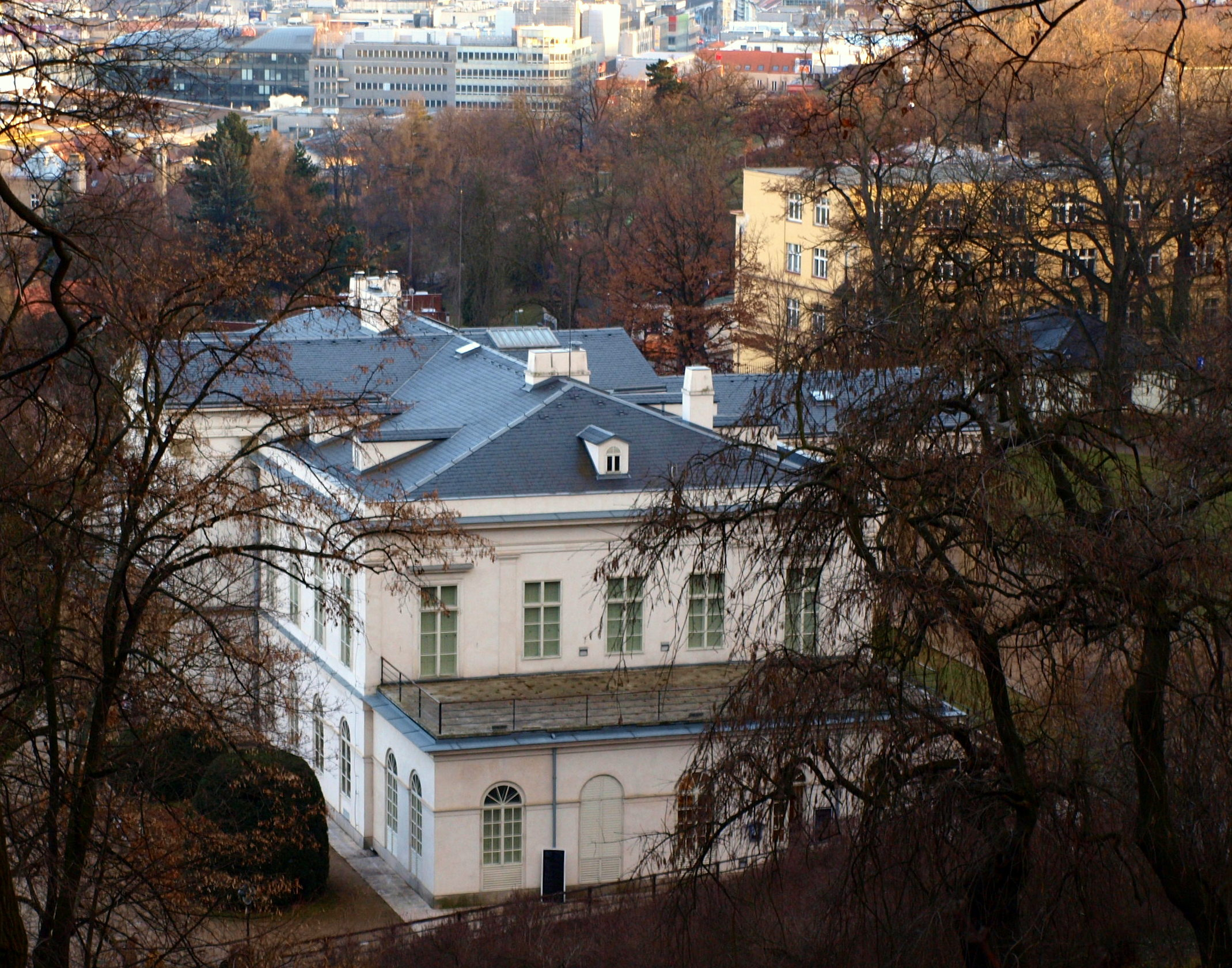
Vue de la maison d'été depuis Petřín

À Smíchov, à partir des années 1840, la construction d'usines (cartonnage, ferronnerie, porcelaine) s'intensifie, ce qui pollue fortement l'air, et la construction d'un quartier ouvrier se poursuit rapidement. Ainsi, après la mort de Vilemína en 1871, la famille Kinsky cessa progressivement d'utiliser sa résidence d'été. Lorsqu'en 1891 les murs de Mala Strana avec la porte Újezd (cs) furent démolis et que la rue Holečkova fut fermée, cela affecta également les terres Kinský. Son fils Ferdinand Bonaventura voulait vendre le terrain en lots pour des immeubles d'habitation, ce que la ville de Prague refusa, c'est pourquoi elle acheta le terrain en 1901 ; puis elle mis le jardin à la disposition du public. Dans les années 1896-1920, certains objets du Parc des Expositions de Prague ont été transférés dans le parc et en 1902, les collections achetées à l'Exposition provinciale du Jubilé de Prague en 1891, et surtout à l'Exposition ethnographique tchécoslovaque de 1895, ont été rassemblées dans le palais d'été. La même année, le Musée ethnographique a été créé, puis incorporé comme département du Musée national. Pour un meilleur accès aux visiteurs, l'entrée du Mur de la Faim a été percée et le jardin Kinsky a ainsi été relié aux jardins de Petřín. En 1964, l'édifice est inscrit sur la liste des monuments culturels. Depuis les années 1980, le bâtiment a été inscrit par l'Office des monuments nationaux sur la liste des monuments immobiliers les plus menacés de République tchèque.

## Usage actuel
En 1993, le bâtiment est cédé à la Mairie de la Ville de Prague, qui l'a fait nettoyer et a assuré sa réhabilitation. En 1999, la maison d'été a été à nouveau inscrite au Musée national. En 2003, la reconstruction totale du bâtiment a commencé et s'est terminée en 2005. Avant de rouvrir au public le 1er octobre 2005, la maison d'été reçut le nom de Musaion (d'après le grec Museion - temple des muses). Dans le bâtiment, comme avant la reconstruction, se trouve une exposition ethnographique du Musée national. L'exposition actuelle se concentre sur la culture populaire des régions de la République tchèque.

Expositions de la collection permanente
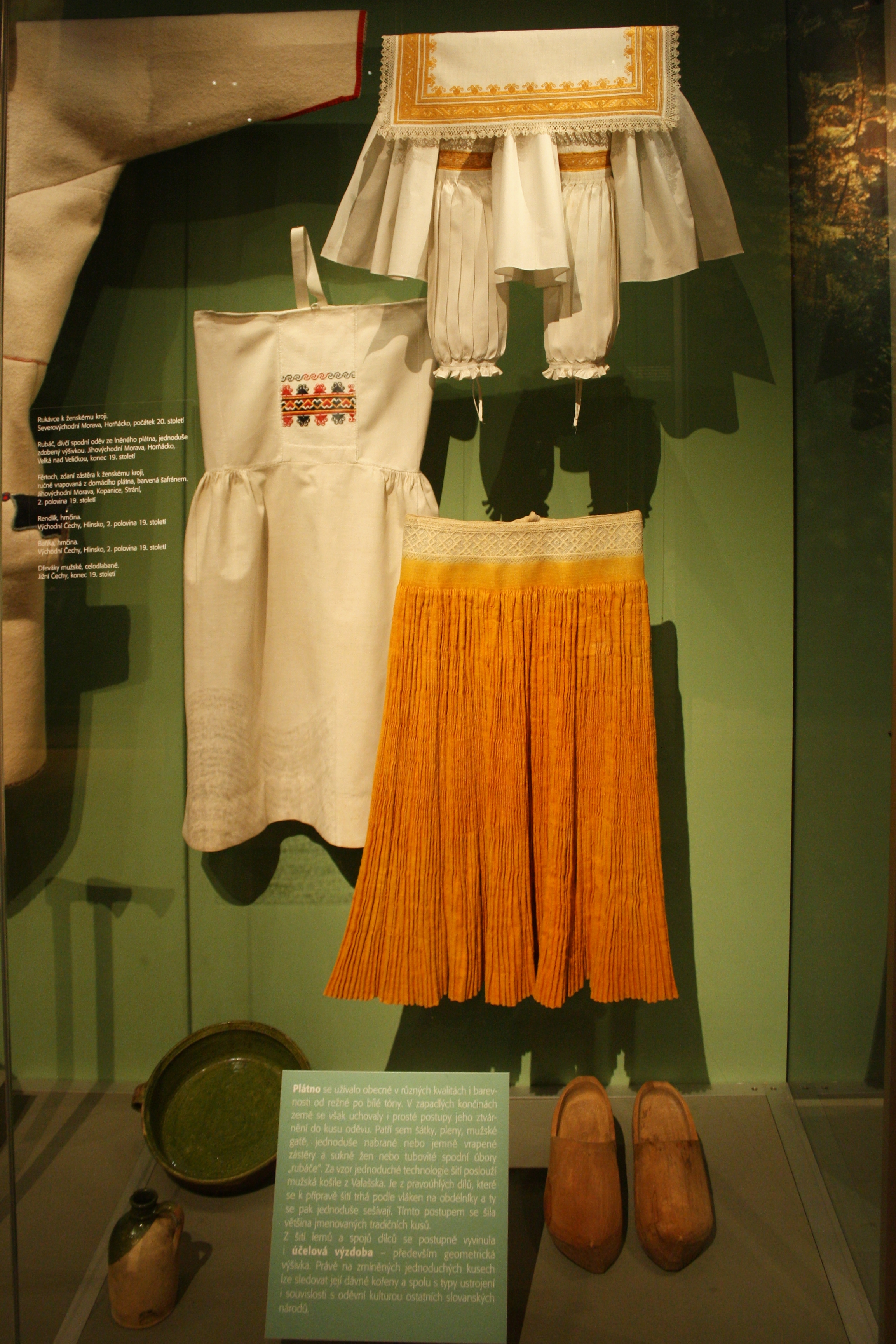
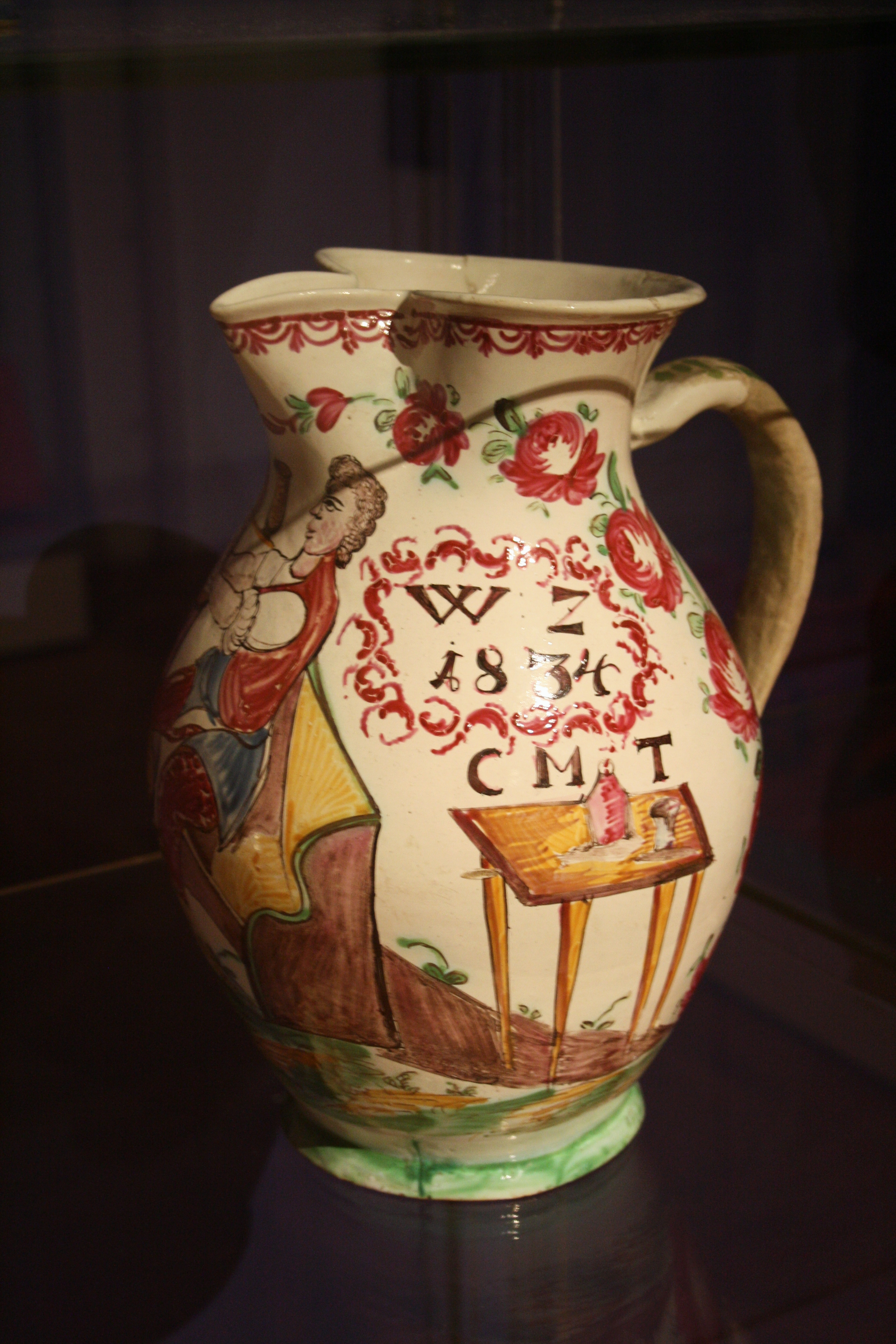
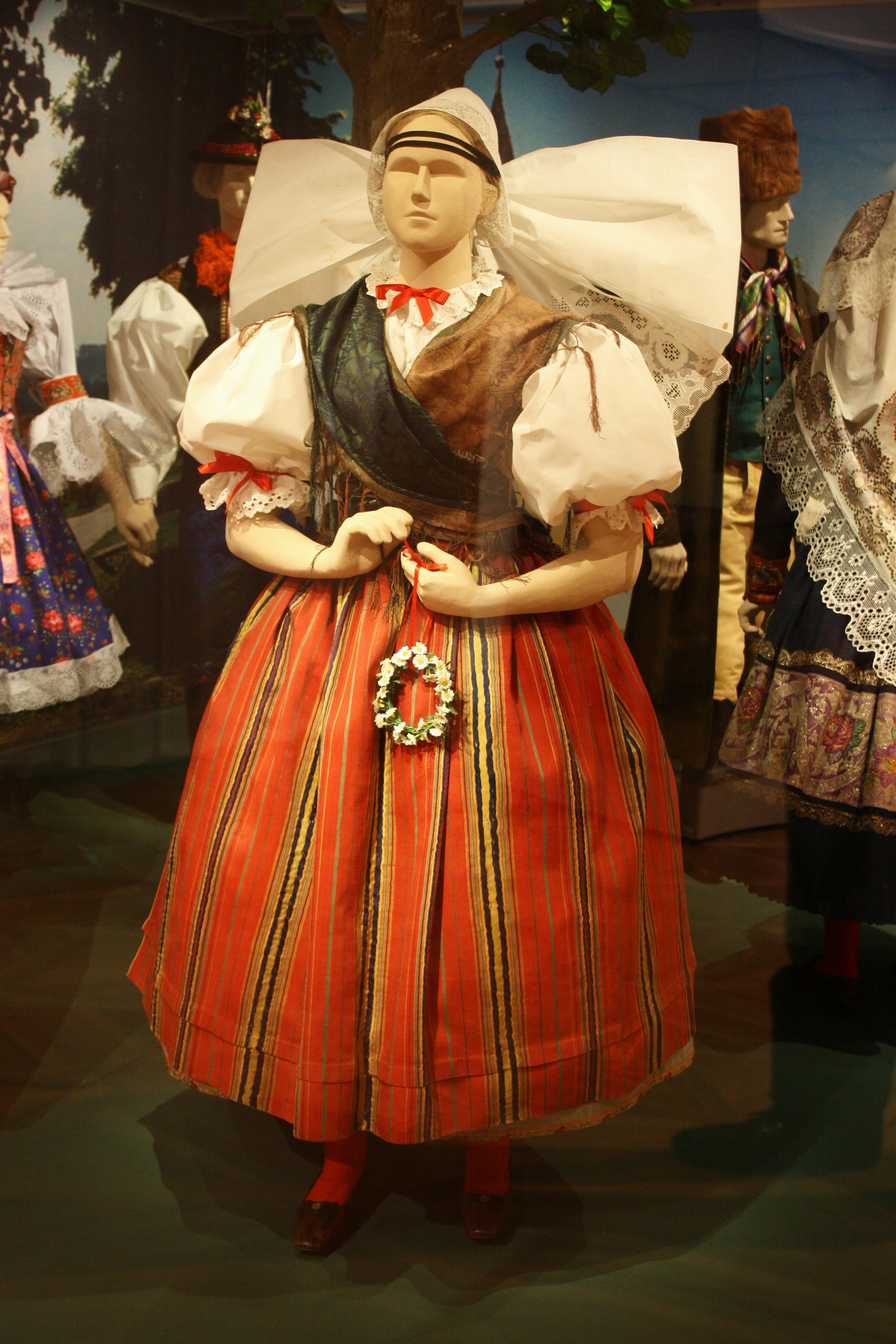
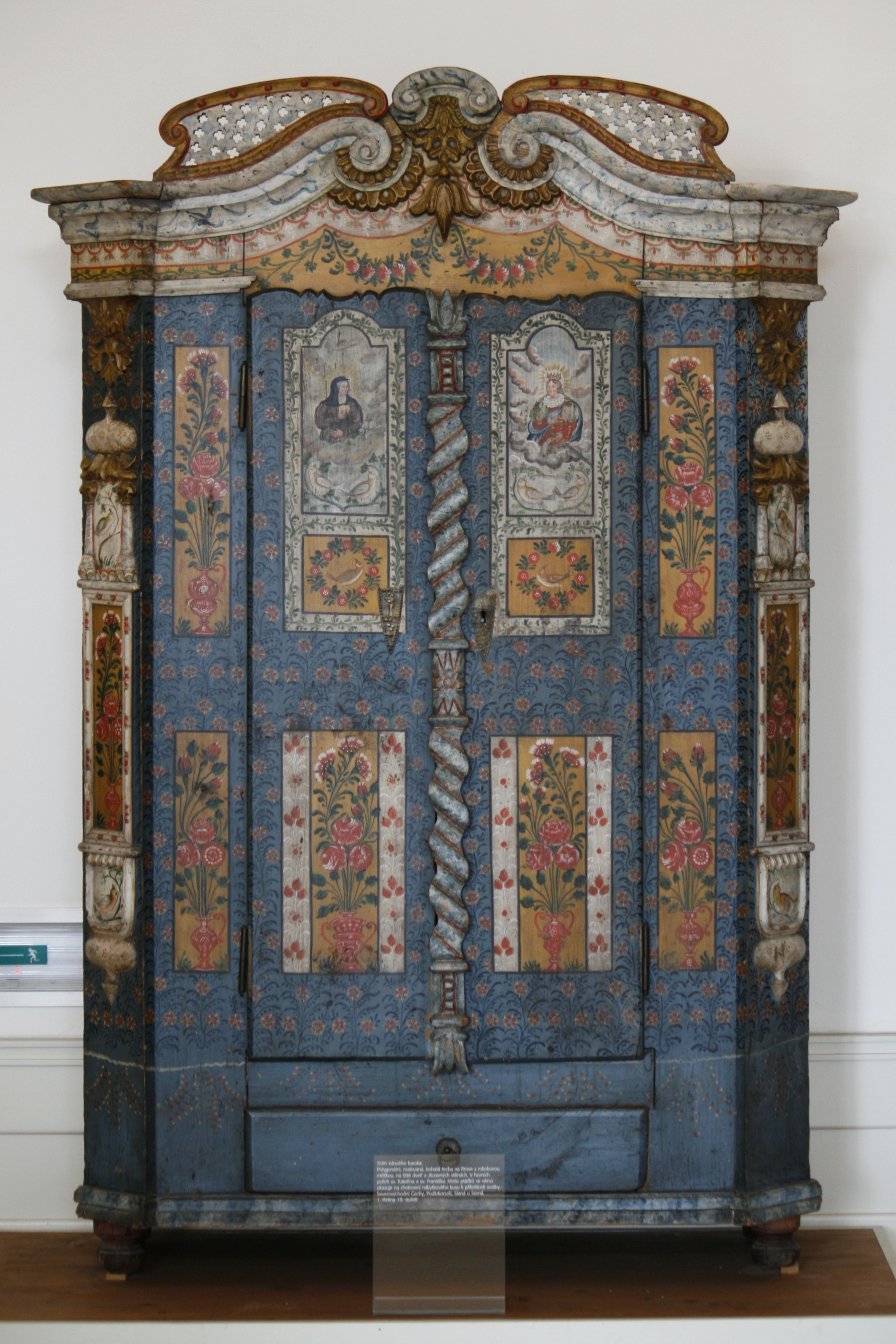
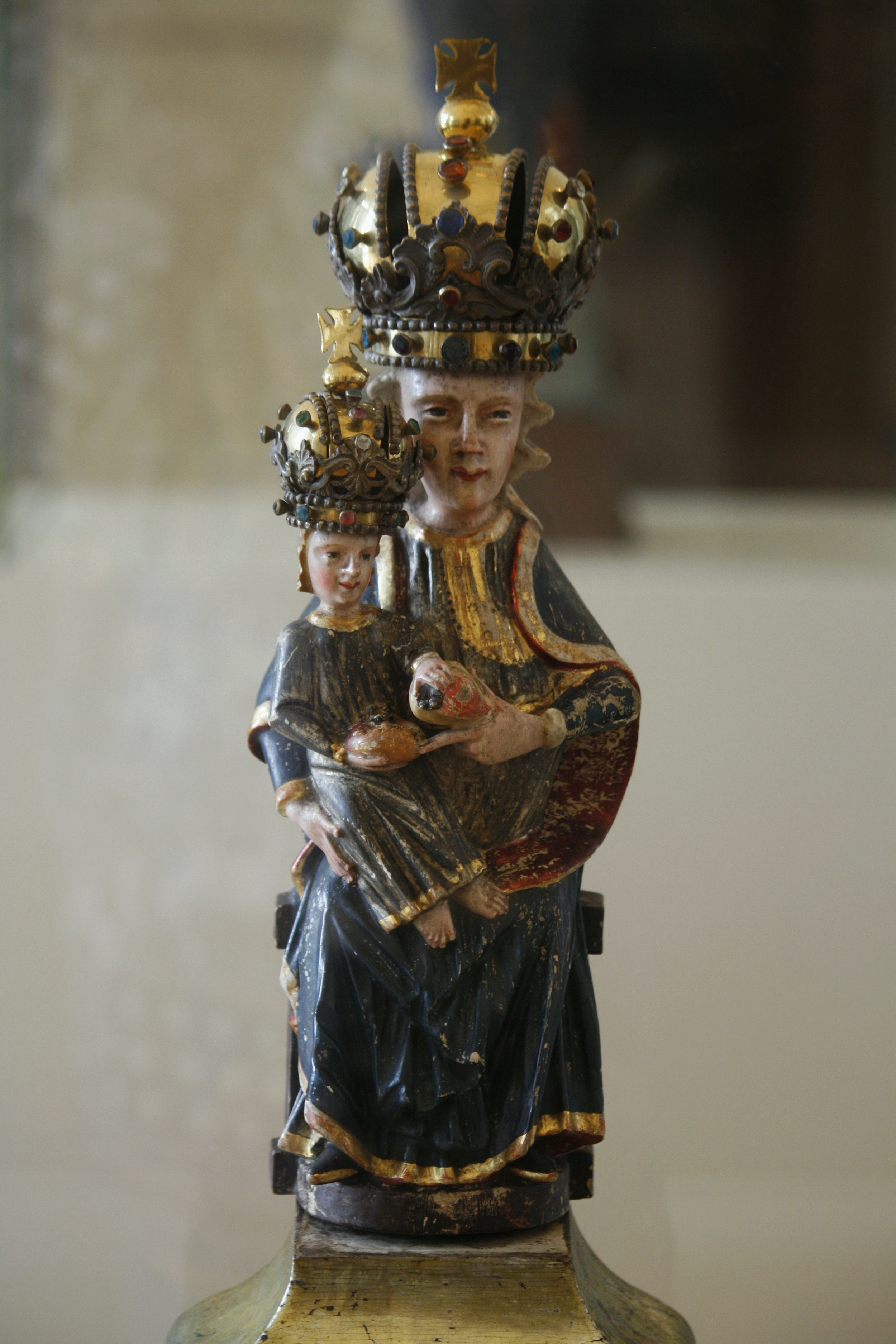

Expositions thématiques
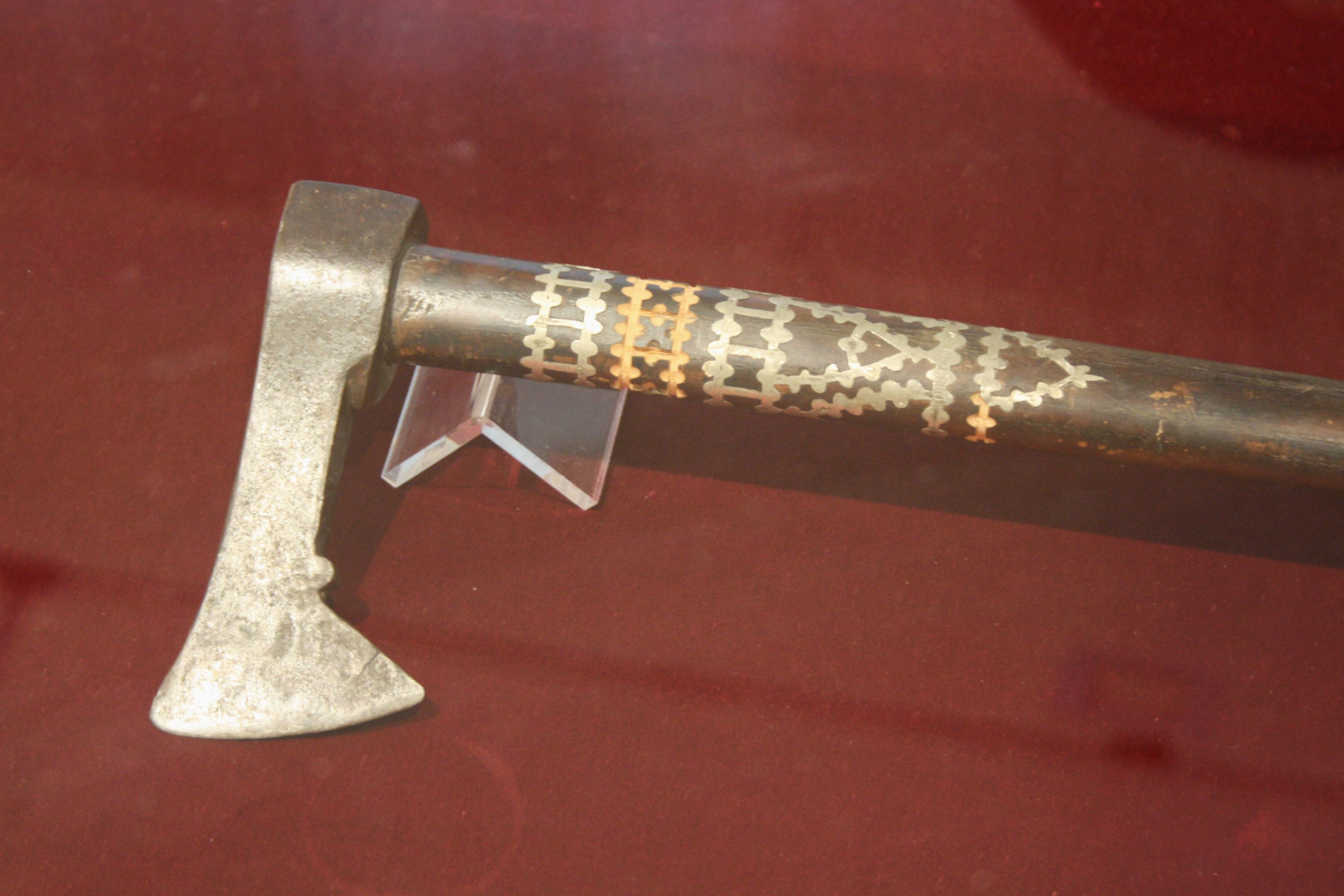
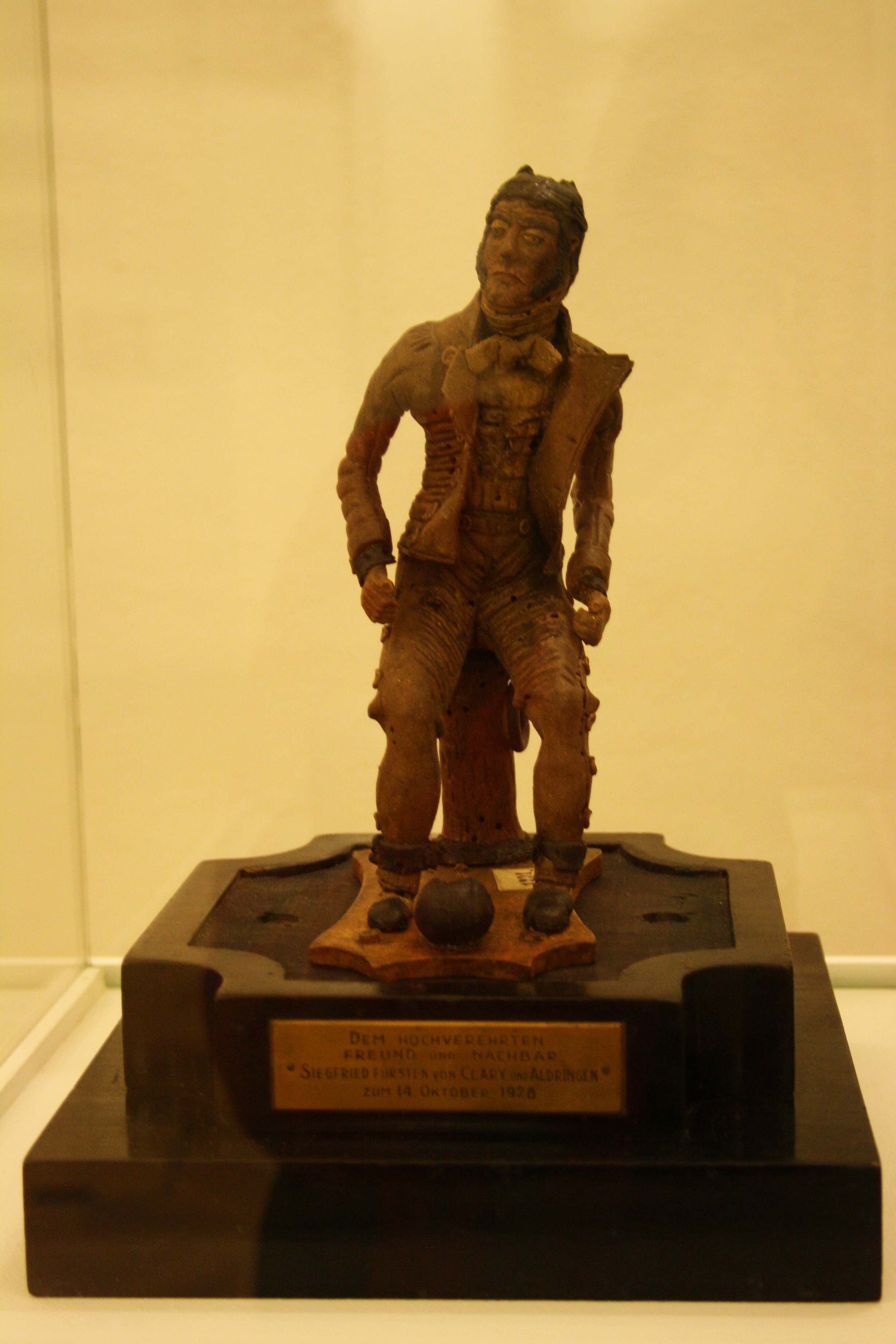
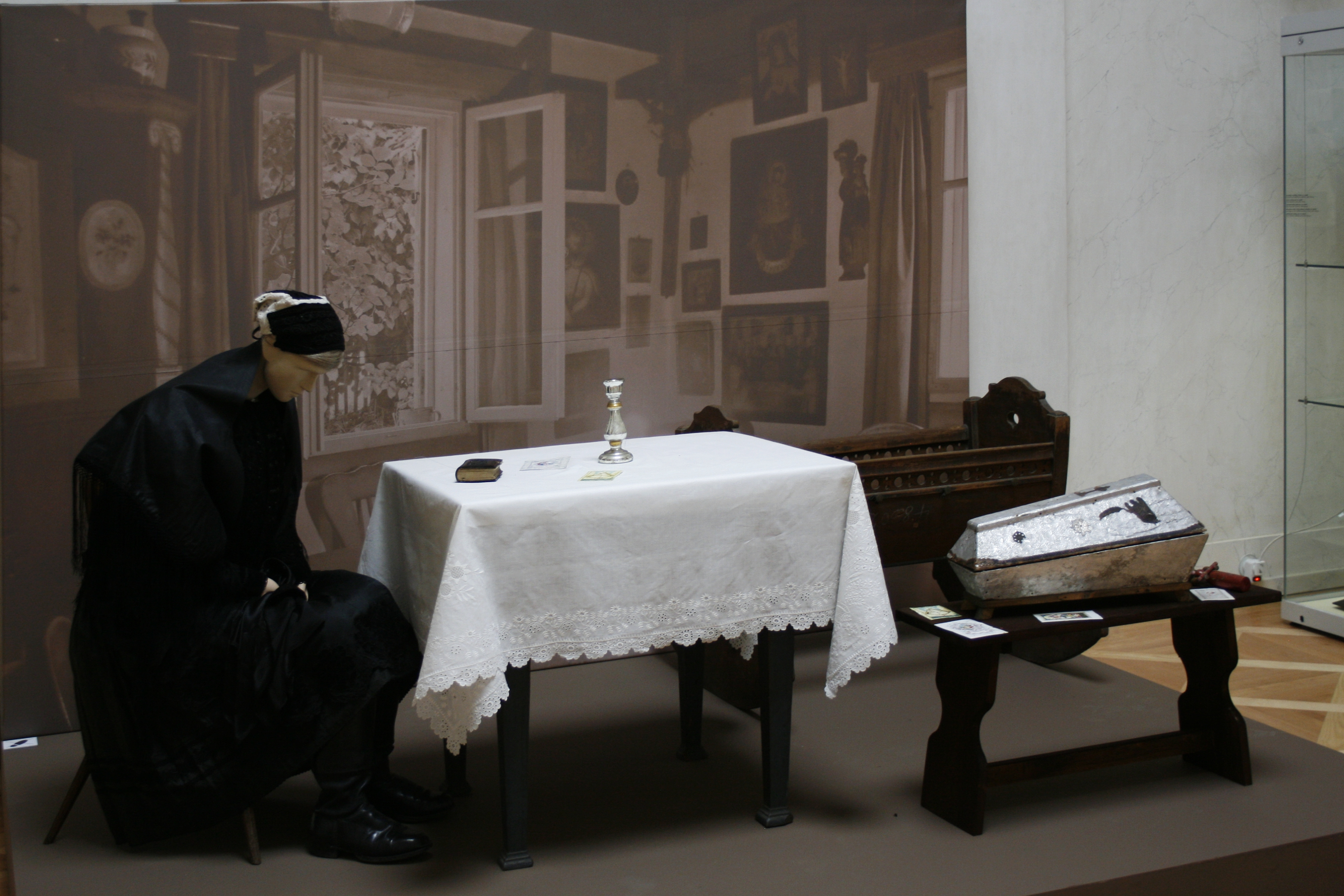
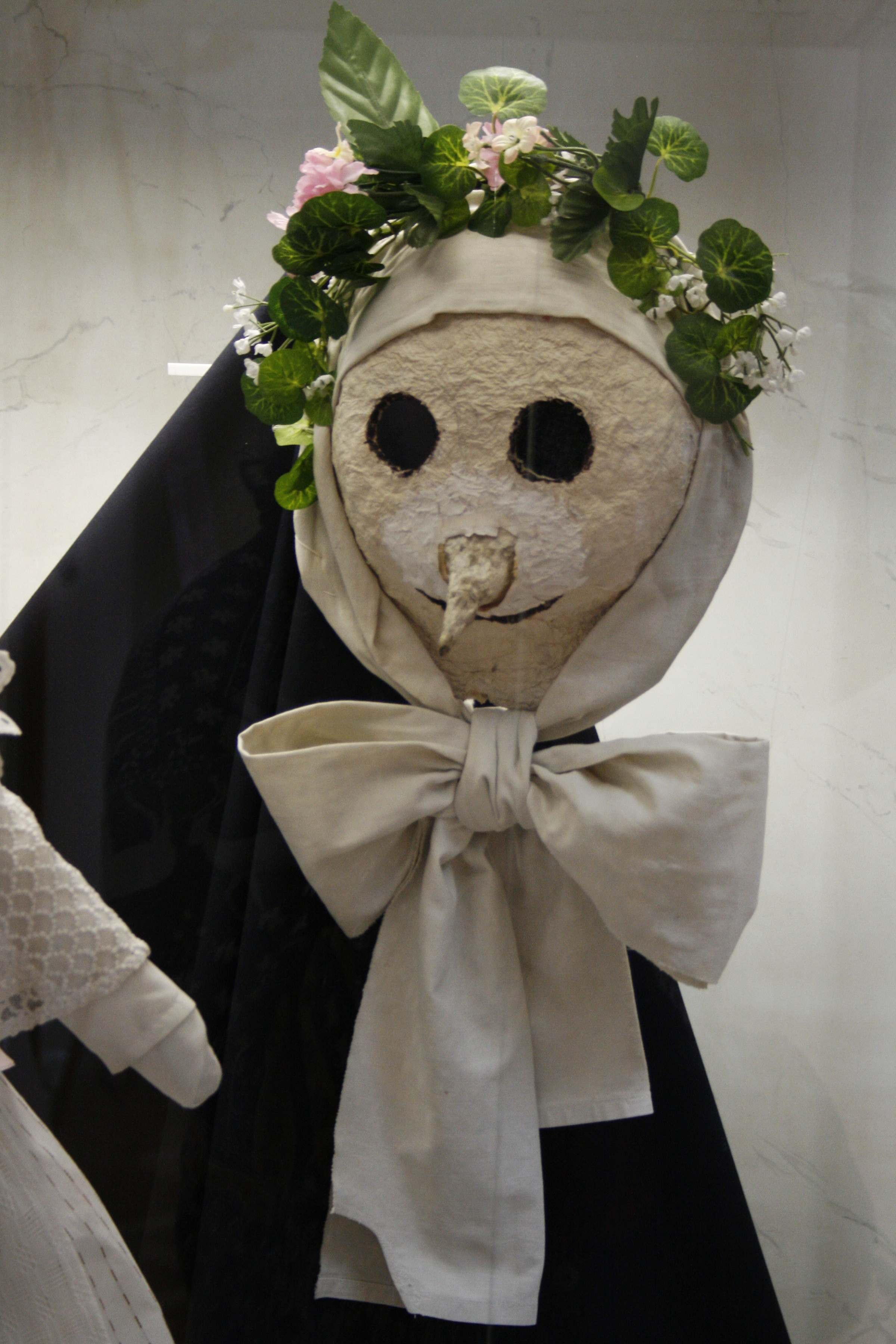
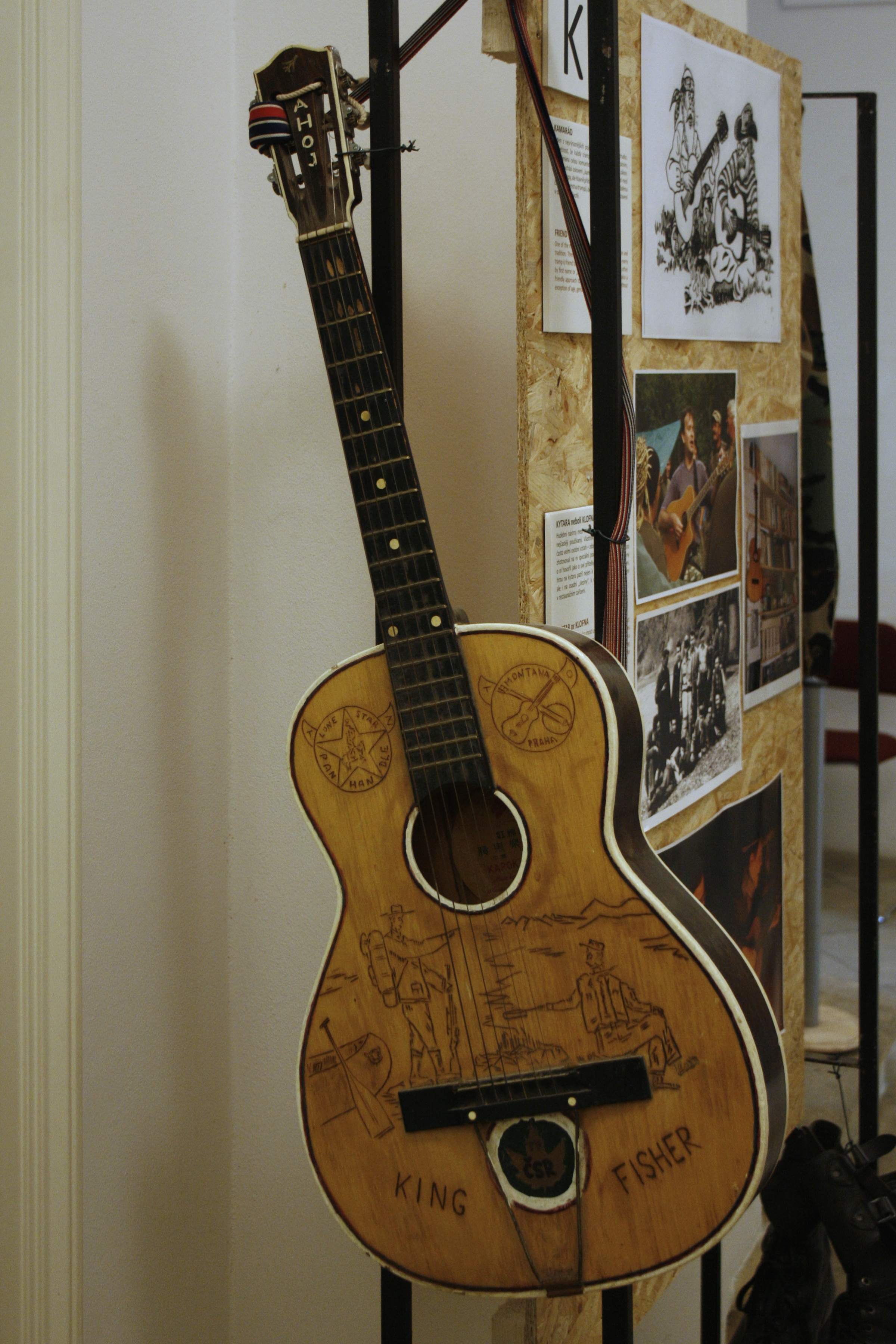